# Бібліотека імені Грицька Бойка
Бібліоте́ка імені Грицька Бойка Дарницького району м. Києва.

## Адреса
02099 м. Київ, вул. Вереснева, 9

## Опис
Площа приміщення бібліотеки — 360,0 м², Книжковий фонд — 26,302 примірника. Щорічно обслуговує 4,500 користувачів. кількість відвідувань за рік — 32,000, книговидач — 86,000  примірників.

## Історія
Бібліотека заснована у 1949 році. У 1950 році присвоєно ім'я Зої Космодем'янської як символ радянської пропаганди.
Структура бібліотеки: відділ обслуговування дошкільників та учнів 1-6 класів (абонемент і читальний зал), відділ обслуговування учнів 7-9 класів, молоді та інших груп читачів (абонемент і читальний зал), Районна бібліотека для дітей є методичним, інформаційним, консультативним центром для дитячих бібліотек Дарницького району з питань культурного розвитку дітей і є базою передового досвіду для бібліотек міста.
Напрямком роботи бібліотеки є співпраця з соціальними службами для дітей та молоді Дарницького району, відділом юстиції, гімназіями, музичною школою, дитячими садочками, з батьками, щодо організації дитячого дозвілля. Традиційно в бібліотеці проводиться Батьківський день до Міжнародного дня сім'ї.
На базі бібліотеки працює психолог.
У бібліотеці безкоштовно працюють гуртки: «Вчимося бути читачами», «Життєлюб», «Дивоцвіт».
2 березня 2023 року Центральну бібліотеку для дітей імені Зої Космодем'янської перейменували на честь письменника та перекладача Грицька Бойка.